# 전의중학교
전의중학교(全義中學校)는 대한민국 세종특별자치시 전의면 읍내리에 있는 공립 중학교이다.

## 학교 연혁
- 1954년 7월 22일 : 전의중학교 6학급 설립인가
- 1954년 10월 23일 : 전의중학교 개교
- 1976년 11월 19일 : 학칙 변경 21학급 인가
- 2017년 2월 9일 : 제62회 졸업(68명, 누계 11,440명)
- 2018년 3월 1일 : 학칙 변경 7학급 인가
- 2022년 9월 1일 : 제29대 김상운 교장 부임

## 참고 자료
- 전의중학교 - 한국교육학술정보원 학교알리미